# Via Ardèche
La Via Ardèche est une voie verte utilisant l'itinéraire de deux anciennes voies ferrées du sud du Vivarais dont l'ancienne Ligne du Teil à Alès. Elle s'inscrit dans le schéma départemental en faveur du vélo et un réseau de voies vertes en Sud-Ardèche.
Depuis Ruoms, elle est également connectée à Vallon-Pont-d'Arc grâce à une voie douce (avec des pentes de 10-12 %).

## Historique

### Reconversion partielle en train touristique et perspective de réouverture au trafic voyageurs classique
À la fin des années 1980, la SNCF décide de cesser définitivement l'exploitation de toutes les lignes desservies par le dépôt du Teil, dont les lignes de Vogüé à Lalevade-d'Ardèche et du Teil à Alès. Une association "Viaduc 07" est créée et récupère progressivement la portion de voie ferrée entre Vogüé et Vogüé gare (ligne de Vogüé à Lalevade-d'Ardèche) et de Vogüé gare au Teil (ligne du Teil à Alès).
En 2008, la Région Rhône-Alpes prévoit la réouverture de tout ou partie des deux lignes concernées :
- à l'horizon 2020 pour la ligne du Teil à Alès entre Le Teil, Vogüé gare et Ruoms (dans la perspective de desservir le secteur de Vallon-Pont-d'Arc et notamment l'Espace de restitution de la grotte Chauvet

- à l'horizon 2030 (prospective) pour la ligne de Vogüé à Lalevade-d'Ardèche entre Vogüé gare et Aubenas, la portion précédente permettant alors des liaisons directes entre la vallée du Rhône et la capitale albenassienne[4]

En raison de sérieuses difficultés financières, l'association Viaduc 07 doit arrêter les circulations de train touristique en 2011.
Le Tribunal de Grande Instance prononcera sa liquidation judiciaire fin 2011.

### Réflexions autour de véloroutes / voies vertes en Sud-Ardèche
Fin 2008, le Syndicat Intercommunal pour le Thermalisme et l’Environnement (SITHERE) est sollicité par trois communautés de communes (Pays d’Aubenas-Vals, Gorges de l’Ardèche et Pays de Jalès) sur leurs projets de voies vertes (accompagnement à la définition, à la mise en œuvre et au financement des projets). Les études débouchent sur un programme de voies vertes reliées entre elles et reprenant en grande partie les anciennes voies ferrées du plateau sud-ardèchois. Le linéaire total est de 85 km.

### Schéma départemental en faveur du vélo et soutiens du projet

Le logo des véloroutes - voies vertes du département de l'Ardèche

En 2011, l'Ardèche adopte le Schéma départemental en faveur du vélo. Parmi ses objectifs se retrouvent le développement du tourisme, des loisirs ou encore des accès aux collèges du territoire. Ces différentes fonctions peuvent être assurées en particulier par des voies vertes.
Le projet départemental comprend donc des véloroutes / voies vertes généralement aménagées sur l’itinéraire d'anciennes voies ferrées comme la Dolce Via dans la vallée de l'Eyrieux (sur 80 km entre Saint-Laurent-du-Pape et Le Cheylard) ou la voie douce de la Payre (sur 8 km entre Le Pouzin et Chomérac). Les intercommunalités (communautés de communes) réalisent les aménagements. Le département participe au financement et propose son aide en matière de faisabilité technique et communication / promotion avec notamment le recours à une charte signalétique et l'emploi d'un identifiant. Ces tronçons sont présentés au public sous la marque Voies douces d'Ardèche et reconnaissables à leur illustration de chèvre faisant du vélo, la Biclette.
Dans le cadre de ce schéma, le département encourage la réalisation de la voie verte du Sud-Ardèche entre Vals-les-Bains, Aubenas, Vogüé-gare, Ruoms et Saint-Paul-le-Jeune sur l'itinéraire des anciennes voies ferrées et une antenne entre Ruoms et Vallon-Pont-d'Arc.
De son côté, sans revenir sur l'objectif de réouverture à terme des voies ferrées concernées dans son Schéma régional des services de transport, la Région subventionne également la transformation en voie verte.

### La mise en œuvre

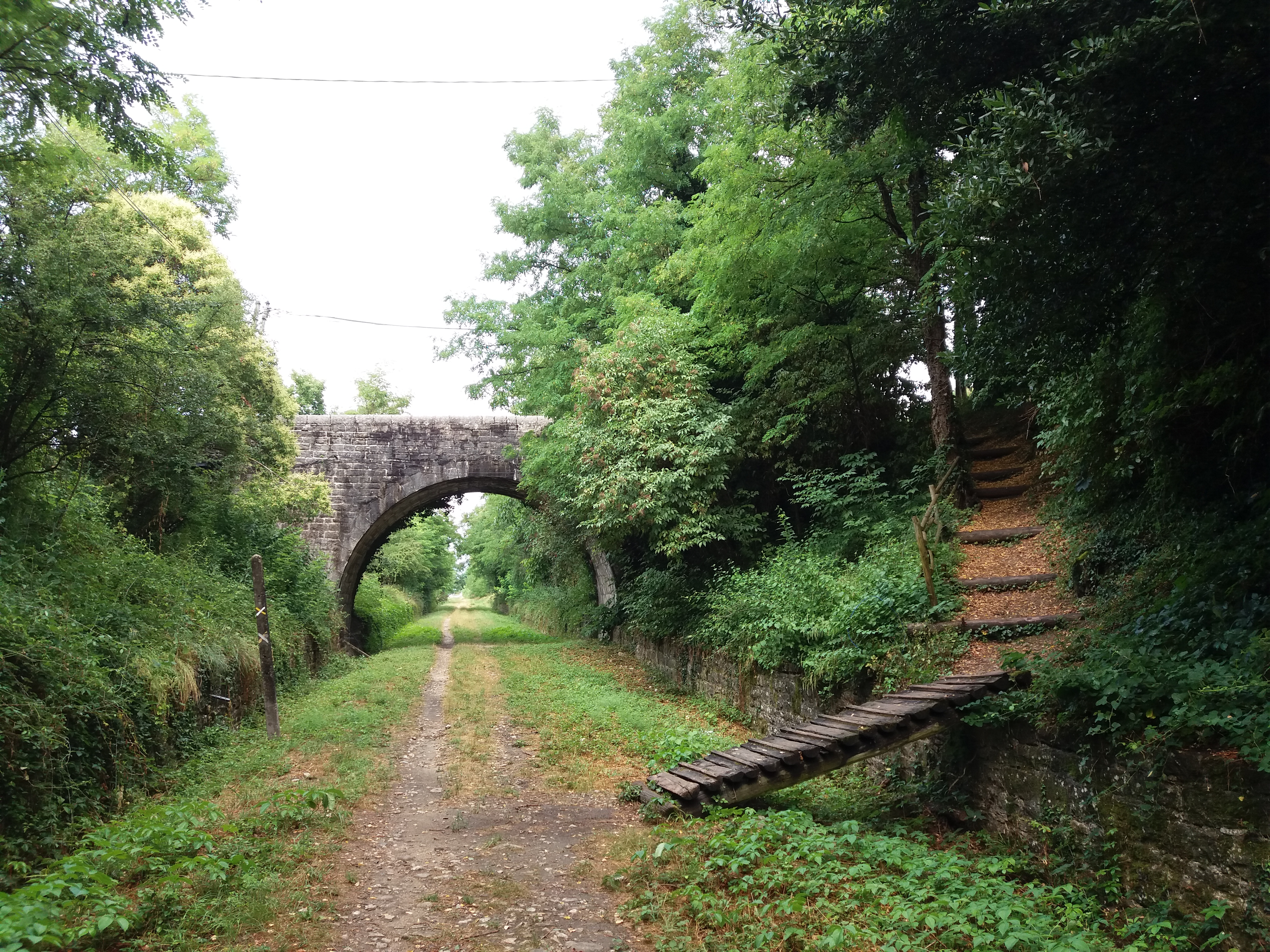
L'ancien tracé de la voie ferrée avant l'aménagement à Saint-Maurice-d'Ardèche en 2018.

La Communauté de communes du Pays d’Aubenas-Vals (CCPAV) étudie la réalisation de la voie verte sur son territoire depuis Vals-les-Bains jusqu’à Saint-Didier-sous-Aubenas. Un premier tronçon à Aubenas est ouvert en mai 2014.
La Communauté de communes des Gorges de l’Ardèche (CCGA) lance la réalisation de la voie verte sur son territoire, soit 28 km entre Vogüé et Grospierres. Une convention de passage pour les déplacements non motorisés est établie avec le Syndicat des Eaux du Bassin de l’Ardèche (Seba) qui a racheté les parcelles des voies ferrées pour enfouir le réseau d’eau potable. L'itinéraire comprend environ 8 viaducs, 2 tunnels, 14 passages inférieurs, 7 passages supérieurs, 25 ouvrages hydrauliques et 7 traversées de route départementale.
Le 8 août 2014, un premier tronçon aux caractéristiques de voie verte (jalonnement, qualité du revêtement, etc.) est ouvert entre Neovinum à Ruoms et le ruisseau de Chautron à Pradons,.
Fin 2014, la portion de Ruoms (Mas de Barry) jusqu’à Sampzon (La Bastide) est achevée.
En 2015, à l'occasion d'une initiation d'écoliers de la région au "Voyage itinérant à la découverte de l’Ardèche", la partie non aménagée sur la commune de Grospierres est débroussaillée.
En janvier 2016, la portion entre Sampzon et Grospierres est aménagée. On peut donc parcourir la voie verte de Pradons jusqu'à Grospierres (Le Bournet) ainsi que sur le tronçon entre Vogüé et Vogüé gare auparavant utilisé par le train touristique de l'Ardèche méridionale.
En 2020, un itinéraire continu est en service entre Uzer et Grospierres desservant notamment les stations touristiques de Ruoms et Sampzon.
Un tronçon entre Uzer et la zone d'activités du Ginestet sur la commune de Largentière est inauguré en mai 2024.

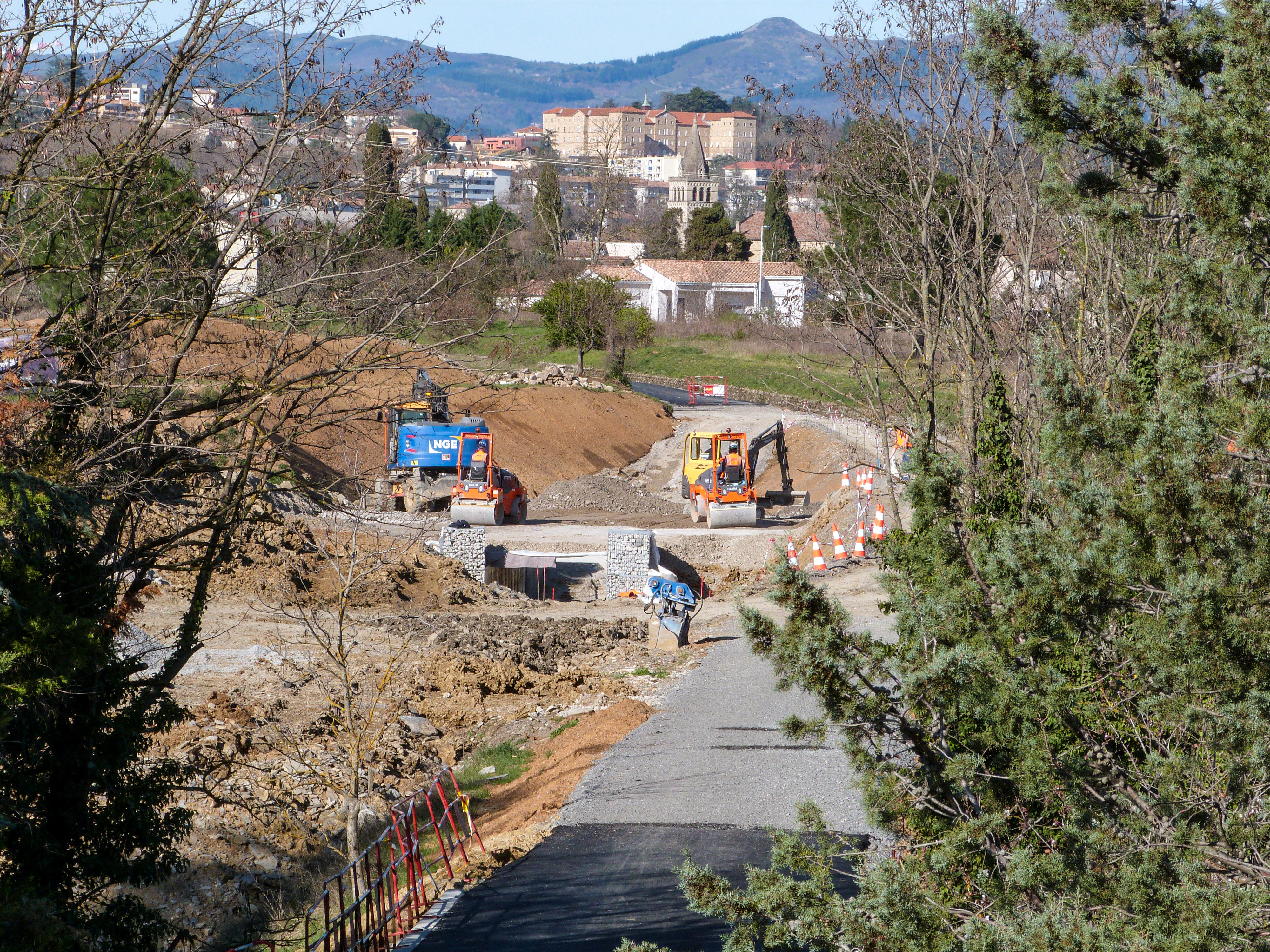
Construction du passage sous-terrain de Saint-Étienne-de-Fontbellon.

En juillet 2024 est inauguré le tronçon entre l'ancienne gare d'Aubenas et Saint-Sernin, avec un passage sous-terrain,.

## Tracé
- Saint-Sernin > Vogüé (4,6 km[16])
- Vogüé > Saint-Maurice-d'Ardèche (2,2 km)
- Saint-Maurice-d'Ardèche > Pradons (7,8 km, réalisé en 2019[17])
- Pradons > Ruoms > Grospierres (9,5 km)
- Grospierres > Saint-Paul-le-Jeune > Gagnières (20,8 km) (Début des travaux envisagé en novembre 2021 avec une perspective de mise en service au printemps 2022[18])

## Tracé détaillé du nord vers le sud: de Lalevade-d'Ardèche à Saint-Paul-le-Jeune

### Voie verte du Malpas, de Lalevade-d'Ardèche à Vals-les-Bains (carrefour D19 / N102 au carrefour D578C / N102)

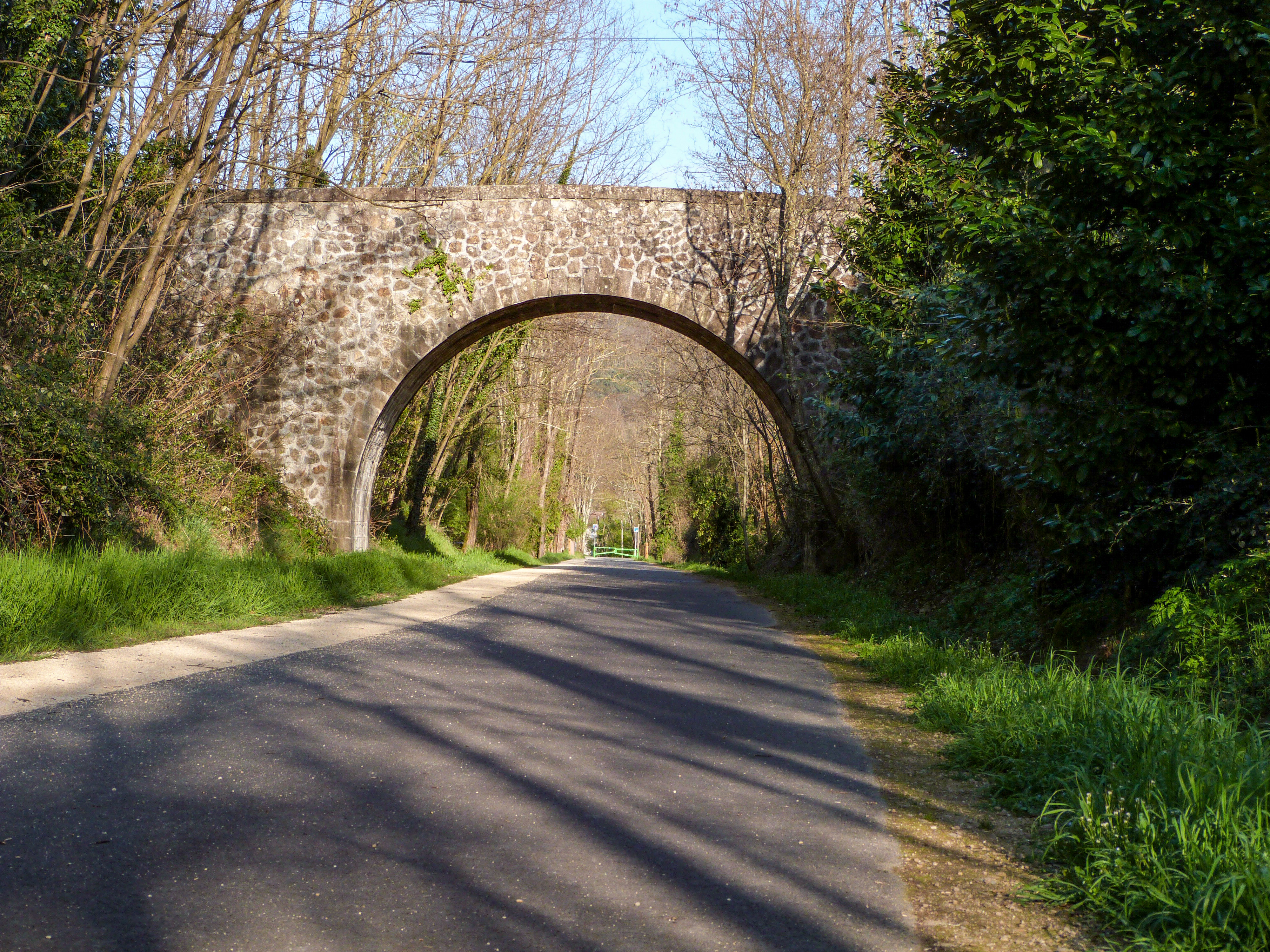
La voie verte à Vals-les-Bains, proche de Lalevade-d'Ardèche.

Le tracé reprend celui de l'ancienne voie de chemin de fer de Vogüé à Lalevade-d'Ardèche.
Longueur : 2.28 km.
Statut actuel : En service.
État de la plateforme : Bitume routier.
Infrastructures traversées : 2 viaducs dont le viaduc de Prades (256 m) et le viaduc du Malpas (117 m).

### Voie verte de l’Ardèche Méridionale, de Labégude à Pont-d'Aubenas (carrefour D435 / N102)

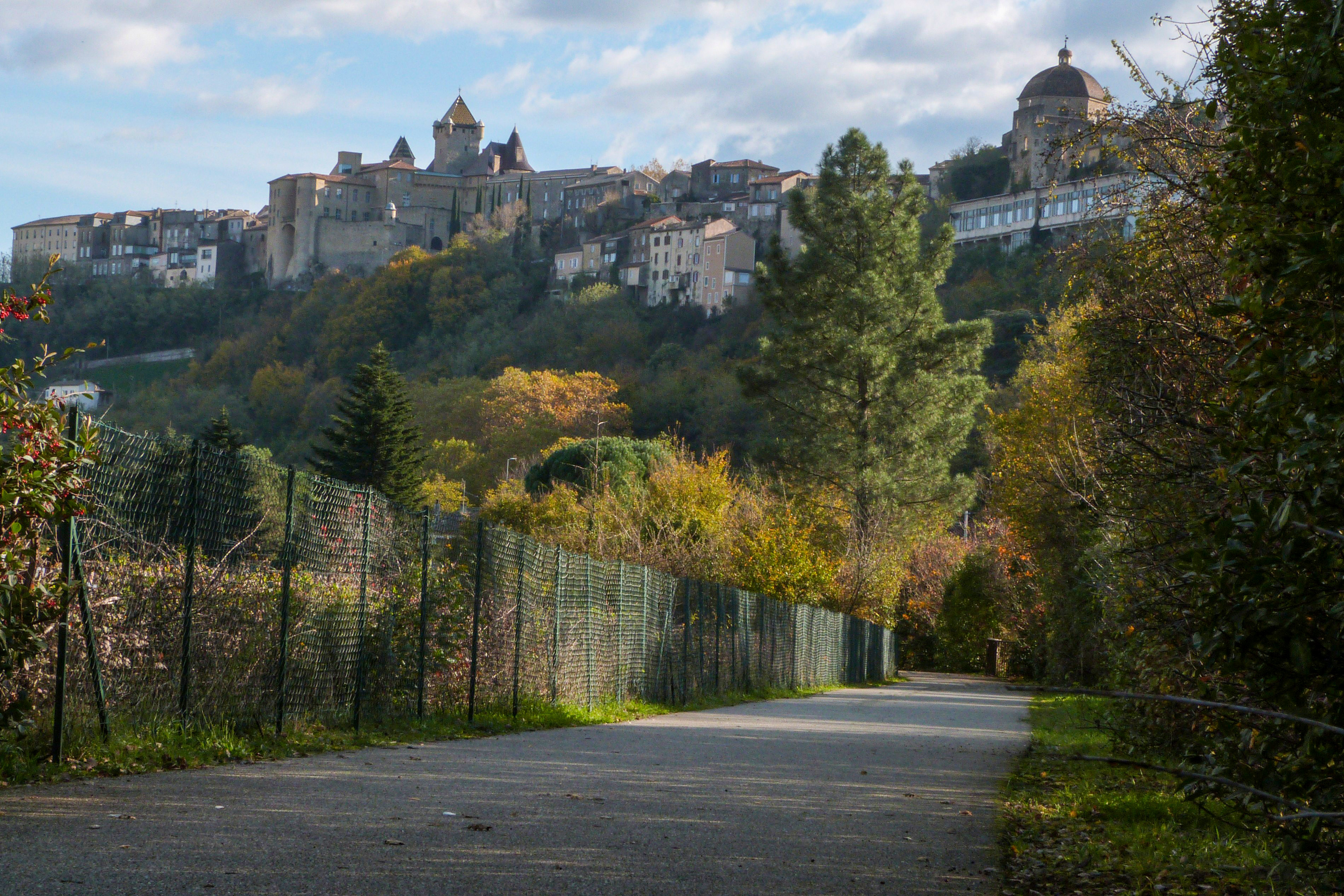
Le château depuis le tracé vers Pont-d'Aubenas.

Le tracé reprend une partie de l'ancienne voie de chemin de fer de Vogüé à Lalevade-d'Ardèche pour rejoindre le quartier du Pont-d'Aubenas.
Longueur : 1,6 km
Statut actuel : en service (1,6 km)
État de la plateforme :  une portion d’environ 1,6 km en bitume routier a été réalisée par la CCPAV et ouverte fin mai 2014 « depuis le pont sur la déviation à hauteur de Labégude jusqu’au chemin du Four au quartier Roqua ». La suite du tracé est sous forme de voie partagée au quartier Roqua et devient piste cyclable rue de l'église de Pont-d'Aubenas.
Infrastructures traversées : un pont sur le ruisseau de Mercouare (20 m) (aménagé et sécurisé).

### Voie verte de l’Ardèche Méridionale, d'Aubenas à Vogüé-Gare

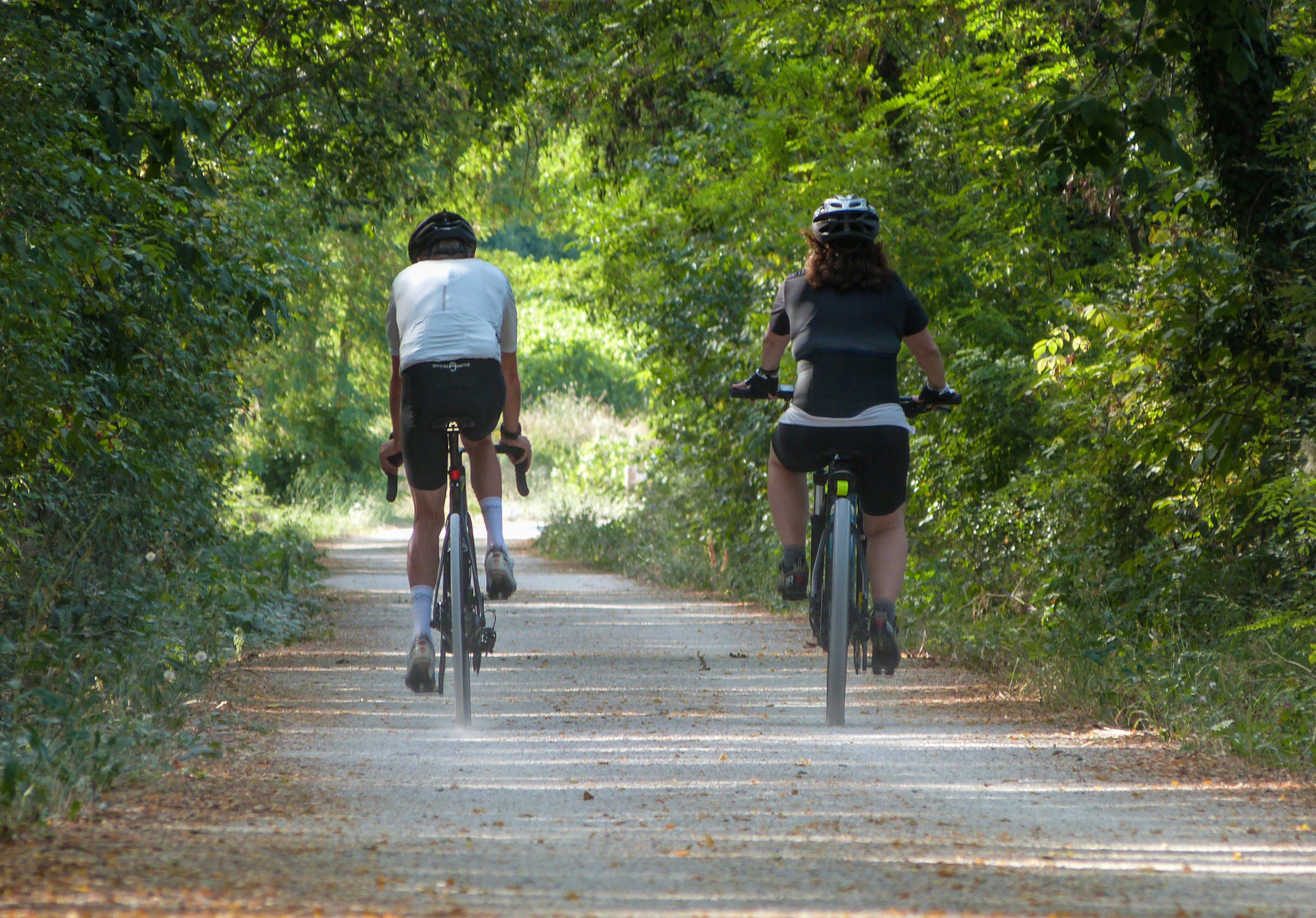
Cyclistes sur la section en sable stabilisé entre le tunnel de l'écluse de Vogüé et Saint-Sernin.

Ce tracé reprend en partie celui de l'ancienne voie de chemin de fer de Vogüé à Lalevade-d'Ardèche.
Longueur : 8.1 km.
Statut actuel : En service.
État de la plateforme : Voie verte avec revêtement en sable stabilisé et bitume routier accessible aux personnes à mobilité réduite.
Infrastructures traversées : 5 viaducs, 2 pont, et 1 tunnel, dont le viaduc de Riampont (120 m), le viaduc sur l'Auzon (58 m), le pont sur la D104 (), le viaduc du Tresor (116 m), le tunnel de L'ecluse (84 m), le viaduc de Vogüé (203 m, aménagé et sécurisé), et  le viaduc sur l'Auzon (55 m, aménagé et sécurisé).

### De Saint-Sernin à Largentière

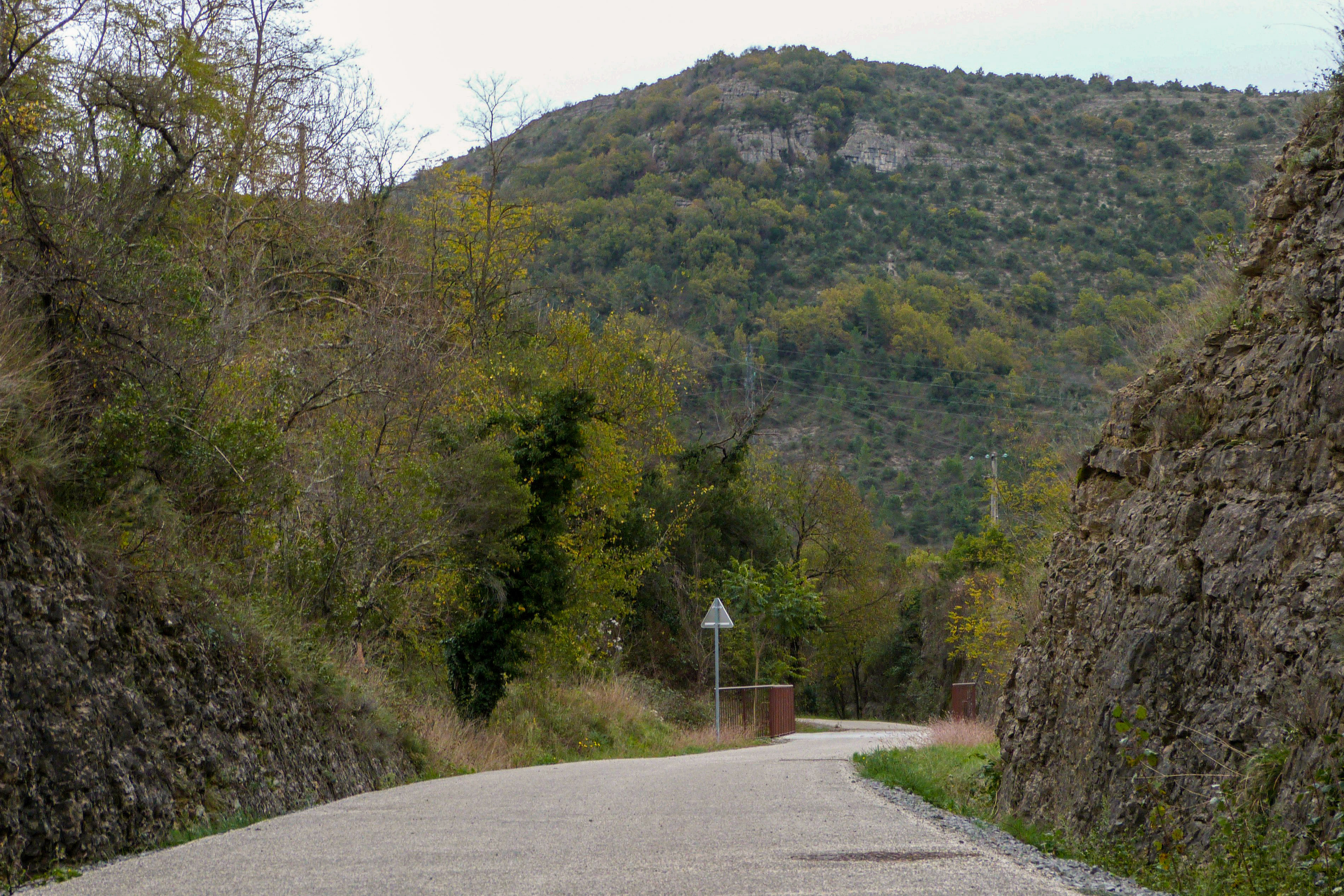
Sortie du tunnel de la Croisette, à Uzer.

Ce tracé reprend en partie celui de l'ancienne voie de chemin de fer Saint-Sernin à Largentière. En 2023, le tracé permet la liaison entre Saint-Sernin et Uzer. La portion est aménagée d'Uzer à la Z.A du Ginestet de Largentière en 2024.
Longueur : 12.5 km
Statut actuel : Réalisé en partie.
État de la plateforme : Sable stabilisé.
Infrastructures traversé : 3 viaducs, 1 tunnel et 2 passages couvert sous route, les viaducs de Largentière (151 m) et de Montréal (97 m) sur la Ligne, le tunnel de la Croisette (236 m), et le viaduc de la Lande (105 m).

### Via Ardèche, de Vogüé gare à Gropierres
Ce tracé reprend celui de l'ancienne voie de chemin de fer du Teil à Alès.
Longueur : 18.5 km 
Statut actuel :  En service (18.5 km)
État de la plateforme : Bitume routier entre Vogüé-Gare et Saint-Maurice-d'Ardèche, ainsi qu'entre Pradons et Ruoms. Voie verte avec revêtement en sable stabilisé entre Saint-Maurice-d'Ardèche et Pradons, ainsi que Ruoms et Grospierres. Revêtement dur accessible aux personnes à mobilité réduite ouvert à la circulation depuis au moins début 2016. Une petite partie est en voie partagée peu avant l'arrivée à Grospierres.
Infrastructures traversé : 3 viaducs et 1 tunnel. Le viaduc sur la Vendoule (95  m), le viaduc sur le ruisseau de Lutte (ou de Tison) (160 m), la galerie de Plagues (202 m), le viaduc sur le ruisseau de Combasse (ou des Costes) (131 m), et le viaduc sur l'Ardèche	(220 m).

### Via Ardèche, de la gare de Grospierres à Saint-Paul-le-Jeune à Gagnières
Ce tracé reprend en partie celui de l'ancienne voie de chemin de fer du Teil à Alès.[réf. nécessaire]
La majeure partie de cette portion se situe sur les communes de Beaulieu et Saint-Paul-le-Jeune membres de la Communauté de communes Pays des Vans en Cévennes. Lors du Conseil communautaire du 23 février 2015, en raison du coût de transformation en voie verte, l'aménagement de la plateforme sur cette portion en chemin de randonnée (essentiellement débroussaillage et entretien) a été évoqué.
Longueur : 20.8 km
Statut actuel : En service
Infrastructures traversées :

## Tracé d'est en ouest: de Ruoms à Vallon-Pont-d'Arc
Longueur : 10 km,. 
Tracé : réalisé.
État de la plateforme : revêtement stabilisé.
Entre Ruoms et Vallon-Pont-d'Arc, une ancienne voie ferrée a existé mais abandonnée et déclassée en 1923, il n'en reste pas de plateforme, contrairement auxlignes de Vogüé à Lalevade-d'Ardèche et du Teil à Alès. Par ailleurs, construite à l'économie, elle empruntait les ponts déjà existants qui constituent un goulot d'étranglement.

## Connexions à d'autres véloroutes

### Au sud, avec la «Véloroute V70 la Régordane»
Au sud, la via Ardèche devrait se connecter à l'axe V70 qui, dans le cadre du Schéma national des véloroutes, a pour vocation de relier la Loire à la Méditerranée. Néanmoins, les portions de la V70 en connexion potentielle avec la Via Ardèche ne sont pas réalisées. Du côté de la Via Ardèche, le tronçon permettant de relier la Via Ardèche côté Saint-Paul-le-Jeune et la « Véloroute V70 la Régordane » côté Bessèges représente 8 km. Parmi ceux-ci, environ 6 relèvent de la communauté de communes Cèze-Cévennes et devraient être mis en service au printemps 2022. Les autres dépendent de la Communauté de communes Pays des Vans en Cévennes et vont également faire l'objet de travaux prochains.

### Au nord-est, avec la ViaRhôna
Au nord-est, un projet de voie verte est lancé entre le centre-ville du Teil et Alba-la-Romaine sur l'ancienne Ligne du Teil à Alès. Le projet est porté par la communauté de communes Ardèche Rhône Coiron, en lien avec la commune du Teil. Début 2021, le débroussaillage était en cours et devait être terminé en mars avec pour perspective la signature d'une convention avec SNCF Réseau pour la mise à disposition des emprises. Le calendrier de réalisation devait être annoncé avant l'été 2021. Ce tronçon permettra de constituer une partie de liaison entre la ViaRhôna et le réseau de voies vertes en Sud-Ardèche. En cas de volonté de passer par l'ancienne voie ferrée, une cohabitation ou substitution du vélorail du Sud-Ardèche (5 km entre Saint-Jean-le-Centenier et Alba-la-Romaine) serait nécessaire.